# Donje Korminjane
Donje Korminjane (en serbocroata: Donje Korminjane / Доње Кормињане) o Kormnjani i Poshtëm (en albanés: Kormnjani i Poshtëm) es un pueblo en el municipio de Ranilug del distrito de Gnjilane de Kosovo. Donje Korminjane es uno de los enclaves serbios en Kosovo. 

## Geografía
Donje Korminjane se encuentra a lo largo del curso del río Binacka Morava, a 3-4 km de la frontera con Serbia.

## Historia
Sobre el pueblo, en las colinas, se encontraron los restos de un antiguo asentamiento. También está el monasterio de Izmornik, el único en esta parte del mar de Kosovo. En 1764 se mencionan los contribuyentes al monasterio de Devič de Donji y Gornji Korminjan.

## Demografía
La evolución demográfica de Donje Korminjane entre 1948 y 2011 fue la siguiente:
| 684                                                 | 745 | 784 | 741 | 659 | 641 | 253 |
| (Fuente: Population of Kosovo since Yugoslav times) |     |     |     |     |     |     |

Según el censo de 2011 (boicoteado parcialmente por los serbios), los serbios representaban el 99,6% de la población (252 personas).

## Infraestructura

### Arquitectura, monumentos y lugares de interés
Cerca del pueblo había una antigua iglesia serbia. En la actual Iglesia de la Santísima Virgen María se conservan frescos de la época en que fue construida a finales del siglo XVIII o principios del XIX, ampliada a mediados del siglo XIX y pintada en 1870.